# Полонские
Полонские (пол. Połoński) — дворянские роды.
При подаче документов (1686) для внесения рода в Бархатную книгу, была предоставлена родословная роспись Полонских и список служилых иноземцев роты ротмистра Вандьянуша, поручика Гармана Полонского и прапорщика Яроша Чайковского с указанием поместных и денежных окладов (1617/18).
Род Полонских Гродненским дворянским депутатским собранием внесён в VI часть дворянской родословной книги, в число древнего дворянства и утверждён Правительствующим сенатом.

## Происхождение и история рода
Один из родов происходит от Германа Полонского, польской службы ротмистра, выехавшего с ротой своей в Москву при Иване Грозном. Из сыновей его двое убиты под Быховым (1656). Иван Иванович Полонский убит под Конотопом (1659). В конце XVII века члены этого рода служили в стольниках и в стряпчих. Яков Полонский сражался под Полтавой и получил чин генерал-майора.
Этот род Полонских пресёкся в половине XVIII века.
Предки рода Полонский, употреблявшие герб Лелива (с 1656), владели имениями с крестьянами в Брестском воеводстве и в актах о владении имениями многие из рода Полонских именованы чинами и должностями, дворянскому званию присвоенными (Герб. Часть XI. №36).

## Описание герба

#### Малороссийский гербовник
В Малороссийском гербовнике имеется герб Лелива потомства войскового товарища Якова и Ивана Полонских.

#### Герб. Часть XI. № 36.
В лазоревом поле золотой полумесяц, над которым шестиконечная звезда золотая.
Щит увенчан дворянскими шлемом и короной. Нашлемник: хвост павлиний, на котором такая же эмблема. Намёт на щите лазоревый, подбитый золотом.

## Известные представители
- Полонский Михаил — губной староста, воевода в Калуге (1647).
- Полонский Василий Митрофанович — стряпчий (1678), воевода в Козельске (1677—1678), стольник (1686—1692),
- Полонский Дмитрий Васильевич — стольник (1688—1692), воевода в Воронеже (1697—1699).
- Полонские: Василий Иванович, Лаврентий Михайлович, Никон Митрофанович — стольники (1686—1692)[4][5].